# Czirinkotan
Czirinkotan (ros. Чиринкотан, jap. 知林古丹島, Chirinkotan-tō) – niezamieszkana wyspa wulkaniczna w archipelagu Wysp Kurylskich na Morzu Ochockim, w azjatyckiej części Rosji (w obwodzie sachalińskim), znajdująca się ok. 30 km na zachód od wyspy Ekarmy. Po II wojnie światowej wyspa znalazła się pod kontrolą ZSRR. Najwyższy punkt wyspy znajduje się na wysokości 742 m n.p.m.; jest nim wulkan. Jego wybuchy odnotowano między innymi w 1760, 1884, 1900, 1979, 1986, 2004 i 2013 roku. Na wyspie znajdują się klify. W czasie wiosny i wczesnego lata na wyspie można zaobserwować nurniczka czubatego i nurniczka wąsatego.